# Fred Eefting

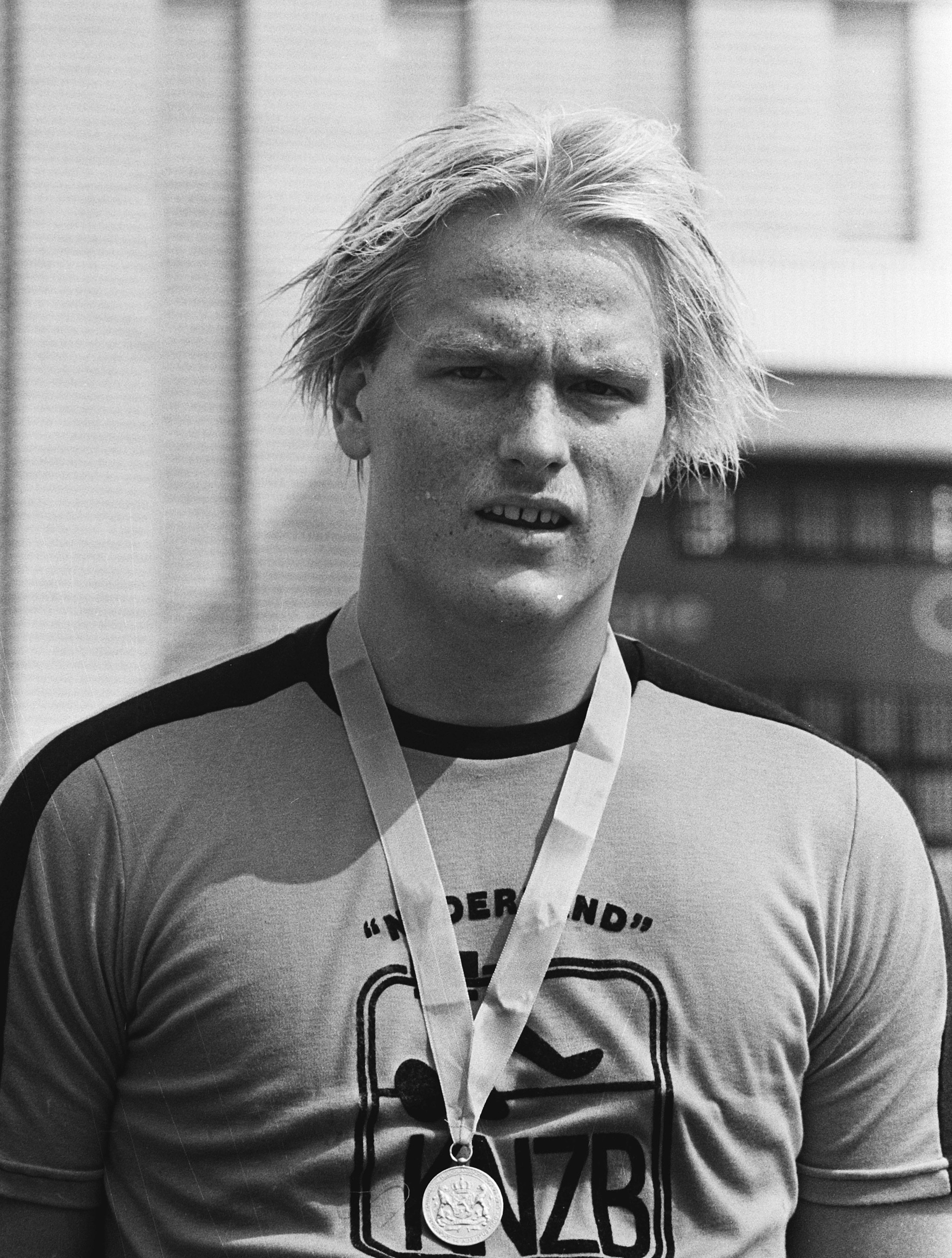
Fred Eefting in 1979

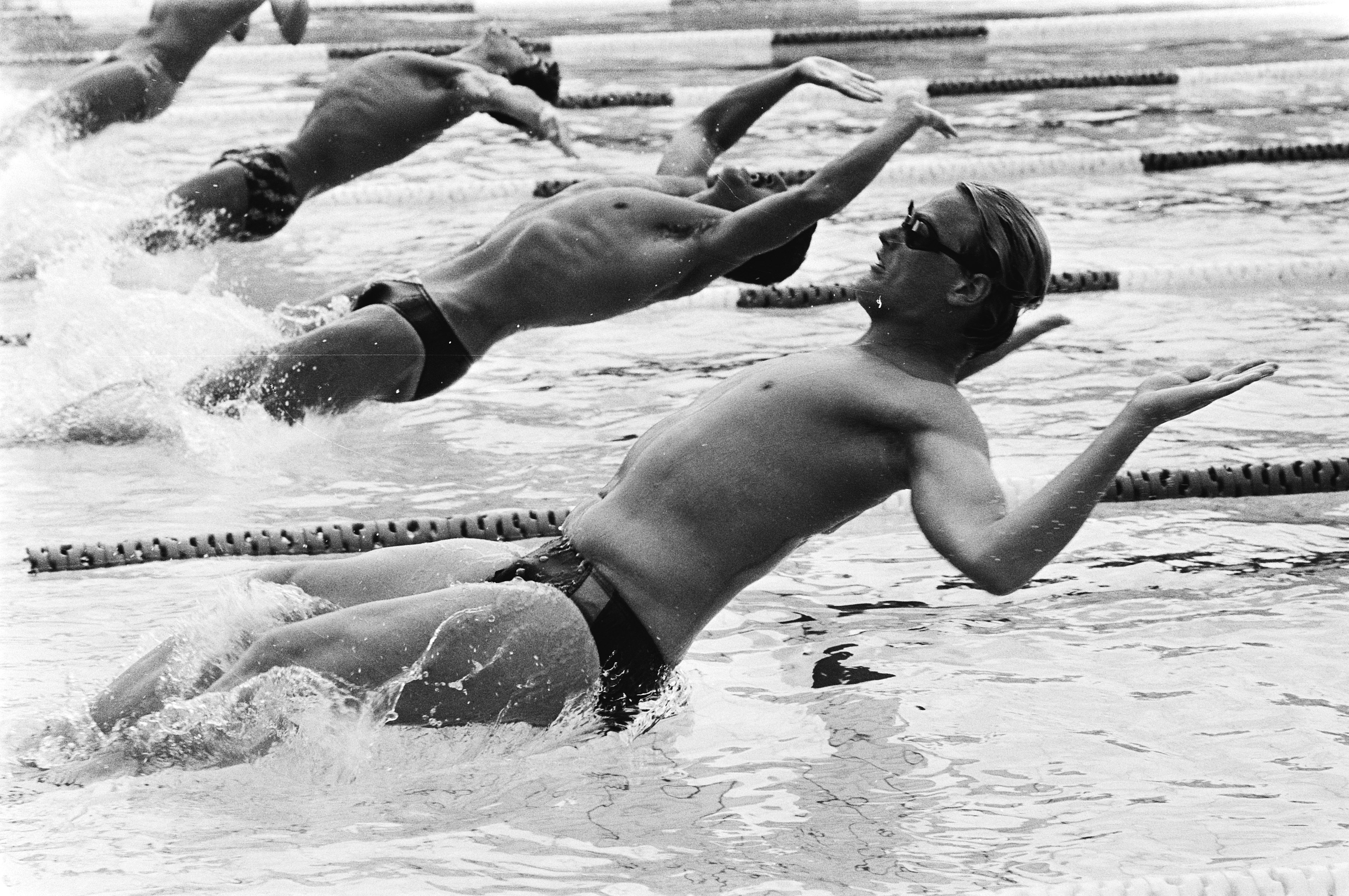
Fred Eefting in 1979

Alfred Frederik ("Fred") Eefting (Utrecht, 14 februari 1959) is een voormalig topzwemmer op de rug- en vrije slag, die namens Nederland eenmaal deelnam aan de Olympische Spelen: Moskou 1980.
Eefting, lid van achtereenvolgens UZV Zwemlust Den Hommel (Utrecht) en AZ&PC (Amersfoort), reikte bij dat gedevalueerde (sportboycot) toernooi tot twee individuele finaleplaatsen: op de 100 meter rugslag eindigde hij als zesde (57,95) en op de dubbele afstand finishte hij als vijfde (2.03,92). Met de estafetteploeg op de 4x200 meter vrije slag werd hij met de elfde tijd (7.42,85) uitgeschakeld in de series, terwijl hij met de aflossingsequipe op de 4x100 meter wisselslag wel doordrong tot de eindstrijd, en daar beslag legde op de zevende plaats (3.51,81). Zijn collega's in die race waren Albert Boonstra, Cees Jan Winkel en Cees Vervoorn.